# 北海道限定品

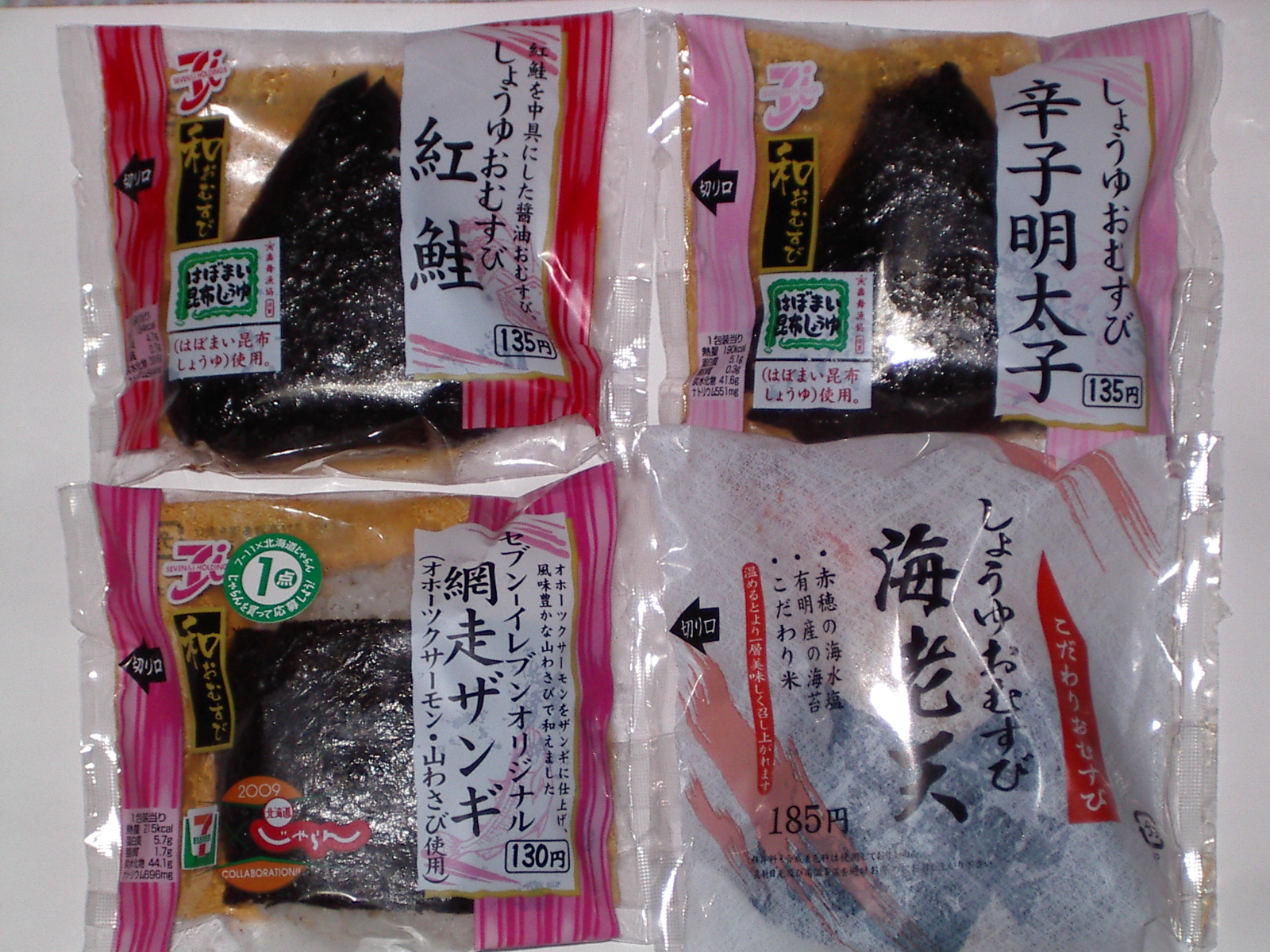
セブン-イレブン 北海道限定おむすび各種

北海道限定品（ほっかいどうげんていひん）は、北海道内に限定販売されている商品である。食品、飲料や、たばこなどに例がある。

## 概説
かつては国内の物流網が十分に整備されておらず、本州でヒットした商品が北海道で販売されるようになるまで時間を要していた。その間に、北海道に拠点を持つ企業が類似商品を発売し、逆にそちらがスタンダードとして定着してしまい、結果的に北海道限定となるケースがあった。マルちゃん「やきそば弁当」、コアップガラナなどが代表例である。
石屋製菓の「白い恋人」は「北海道でしか買えない」という販売方法によってブランド力を高めた。石屋製菓代表の石水勲は、必需品や一般商品でない嗜好品だからできた戦略だと分析している。

## 主な限定商品

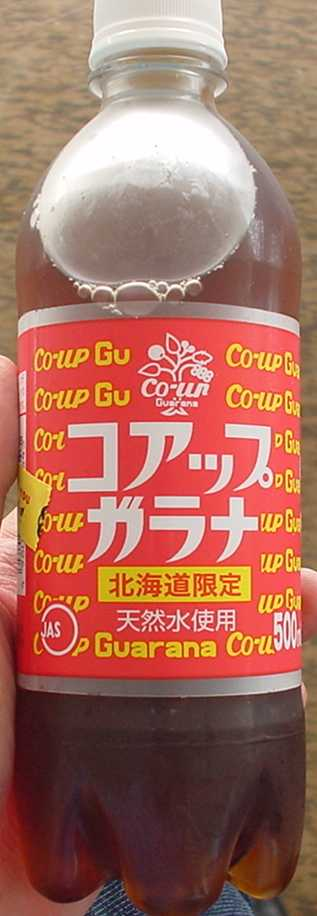
コアップガラナ

### 清涼飲料水
- リボンシトロン（ポッカサッポロ）

かつては全国で販売されていた。
- リボンナポリン（ポッカサッポロ）
- リボンガラナスカッシュ（ポッカサッポロ）
- キリンガラナ（キリンビバレッジ）
- ソフトカツゲン（雪印メグミルク）
- ミニッツメイド・大人の贅沢ぶどう（コカ・コーラナショナルビバレッジ）
- 森永冷やし甘酒（森永製菓）
- い・ろ・は・す ハスカップ（北海道コカ・コーラボトリング）
- タングロン（タングロン北海道株式会社）

### コーヒー
- FIREミルクテイスト（キリンビバレッジ）
- ポッカノースブラック（ポッカサッポロ）
- BOSS北海道テイスティ（サントリーフーズ）
- BOSSマイロード（サントリーフーズ）
- BOSSトラディショナル（サントリーフーズ）
- 北海道マイルドコーヒー（サッポロウエシマコーヒー）
- WONDAモーニングショット北海道限定（アサヒ飲料）
- ジョージア・サントスプレミアム 北海道限定デザイン缶（コカ・コーラ カスタマーマーケティング）

### 酒類
- 宝焼酎「大自然」（宝酒造・甲類焼酎）
- サッポロクラシック（サッポロビール・ビール）
- ビッグマン プレミアム（合同酒精・焼酎）
- ビッグマン チューハイ（合同酒精・チューハイ）

### 煙草
- ホープスーパーライト（JT）

2005年4月26日から全国発売
- ジョン・プレイヤー・スペシャル・メンソール（BRITISH AMERICAN TABACCO）

北海道・沖縄限定販売

### 食品
- やきそば弁当・やきそば塩弁当・やきそば醤油弁当（東洋水産・カップ焼きそば）
- やきうどん弁当（東洋水産・カップ焼きうどん）
- マルちゃんラーメンカップ 味噌味・塩味・醤油味（東洋水産・カップラーメン）

これらのラーメンの元になった「マルちゃんラーメンシリーズ（袋麺）」は、北海道・東北・静岡・信越（一部の味のみ）限定である。
上記のラーメンの味をグレードアップした、「屋台十八番」は、北海道・東北限定である。
- 焼そば やきっぺ（東洋水産・インスタント焼きそば）
- ダブルラーメン 北京風・塩味・味噌味（東洋水産・インスタントラーメン）
- 札幌スパイシースープカレーシリーズ（東洋水産・インスタントラーメン・カップワンタン・カップ焼きそば等）
- 赤いきつねうどん北海道限定 北のきつねうどん（東洋水産・カップうどん）
- やきそばできました。（日清食品・カップ焼きそば）
- 北のどん兵衛シリーズ（日清食品・カップうどん、カップそば）
- S&Bホンコンやきそば（エスビー食品・インスタント焼きそば）

宮城県・大分県近辺でも販売されているが、東京などでは北海道限定品として知られている。
- S&Bスープカリー チキン風・ビーフ風（エスビー食品・レトルトカレー）
- 本日のスープカレーのスープ（ベル食品・レトルトカレー）
- カルビーポテトチップスこんぶしょうゆ（カルビー）
- カルビーポテトチップスバターしょうゆ（カルビー）

東北地方でも販売されている。
- じゃがポックル（カルビー・スナック菓子）
- ハウススープカリーの匠 クッキングタイプ（ハウス食品・カレーセット）
- ハウススープカリーの匠 カップタイプ 濃厚辛口（ハウス食品・インスタントカレー）
- 北のこぶたちゃんラーメン みそだべさ・しょうゆだべさ（エースコック・カップラーメン）
- 大吉 焼豚しょうゆ・肉そぼろみそ・スープカレー（エースコック・カップラーメン）
- めんみ（北海道キッコーマン・めんつゆ）
- 北海道サイコロキャラメル（道南食品）

道南食品は株式会社明治（旧：明治製菓）の製造子会社。かつて「明治サイコロキャラメル」として全国販売されていた。
- 北海道 生食感チェルシー バタースカッチ味・ヨーグルトスカッチ味（道南食品・生キャラメルガナッシュ）

かつて明治から全国販売されていたキャンディー「チェルシー」を柔らかい食感に変えたもの。